# Vodohospodářský systém Augsburgu
Vodohospodářský systém Augsburgu je souhrn staveb ve městě Augsburg a v jeho okolí. Patří mezi ně mimo jiné vodní kanály, vodárny, vodárenské věže, studny, fontány, jezy a vodní elektrárny, ale i olympijská slalomová dráha. Město Augsburg bylo v historii průkopníkem při zavádění nových technik ve vodním hospodářství. Soustava je světovým unikátem a příkladem pokroku a udržitelnosti v průběhu dějin v oblasti vodního hospodářství.

## Historie
Město Augsburg se rozkládá v historickém území Švábska při soutoku řek Lech, Wertach a Singold. Město založili Římané na vyvýšené plošině nad soutokem řek. Místo se dalo snadno bránit, protože řeky jej přirozeně chránily před útoky ze západu, severu a východu a vysoká terasa, která je přibližně 15 metrů nad úrovní řeky, jej také chránila před povodněmi. Samotným městem však neprotékal žádný významnější přírodní vodní tok. Pro zásobování vodou byl zbudován dálkový vodovod (pravděpodobně několik desítek kilometrů dlouhý otevřený kanál přivádějící vodu ze Singoldu).
Nejpozději ve středověku už ve městě existovaly kanály, které přiváděly vodu Lechu z jihu do níže položených částí města. Na rozdíl od římského dálkového vodovodu nebyly trasovány na vyvýšené terase, ale o několik metrů níže na západním okraji údolí Lechu. Kanály byly po další staletí neustále rozšiřovány a měněny. Vznikla tak síť otevřených nadzemních, ale i zakrytých kanálů, které jsou stále v provozu. Říční voda je do kanálů odebírána z řek pomocí vzdutí na jezech, které zajišťují dostatečný spád kanálů, aby voda proudila gravitačně bez nutnosti čerpání. Kanály jsou následně zaústěny zpět do přírodních koryt řek. Na odběrných objektech lze regulovat množství vody natékající do kanálů, takže průtok v nich je do značné míry konstantní a nezávislý na kolísání průtoku vody v řekách. Voda z kanálů byla dováděna i do příkopů městského opevnění. Když městské opevnění v 19. století ztratilo opodstatnění, bylo z velké části zbořeno. Část vnějšího městského příkopu, která hraničí s Jakobervorstadtem, se však zachovala.
Na počátku 15. století byla zahájena výstavba centrálního zásobování vodou ve čtvrťi Ulrichsviertel, od 16. století byla zásobována celá městská zástavba. Pitná voda je jímána v hlubokých studních jižně od města, kde se nacházejí štěrková souvrství, která poskytují čistou vodu na rozdíl od říční vody. Ve městě se dodnes nachází několik historických vodárenských věží, ve kterých se akumuluje voda. 
V 19. a na počátku 20. století byly kanály v Augsburgu rozhodující pro industrializaci města. Na otevřených prostranstvích na okraji města se usídlily firmy, ke kterým byly dovedeny nové kanály pro průmyslové využití vodní energie. Největším odvětvím byl textilní průmysl, následoval strojírenský průmysl (např. firma MAN) a výroba papíru (Haindl). Po útlumu textilního průmyslu byly některé továrny uzavřeny. Vzhledem k snadno regulovatelnému průtoku byla na přilehlých „opuštěných“ kanálech následně vystavěna řada vodních elektráren. 

## Světové dědictví UNESCO
Od roku 2019 je zapsán na seznamu světového kulturního dědictví UNESCO výběr 22 různých technických i architektonických staveb spojených s vodním hospodářství ve městě. Na tento seznam se dostaly stavby z různých historických období, které plní různé vodohospodářské funkce (kanály, slalomová dráha, vodárenské věže, vodní elektrárny, jezy, fontány).

## Fotogalerie

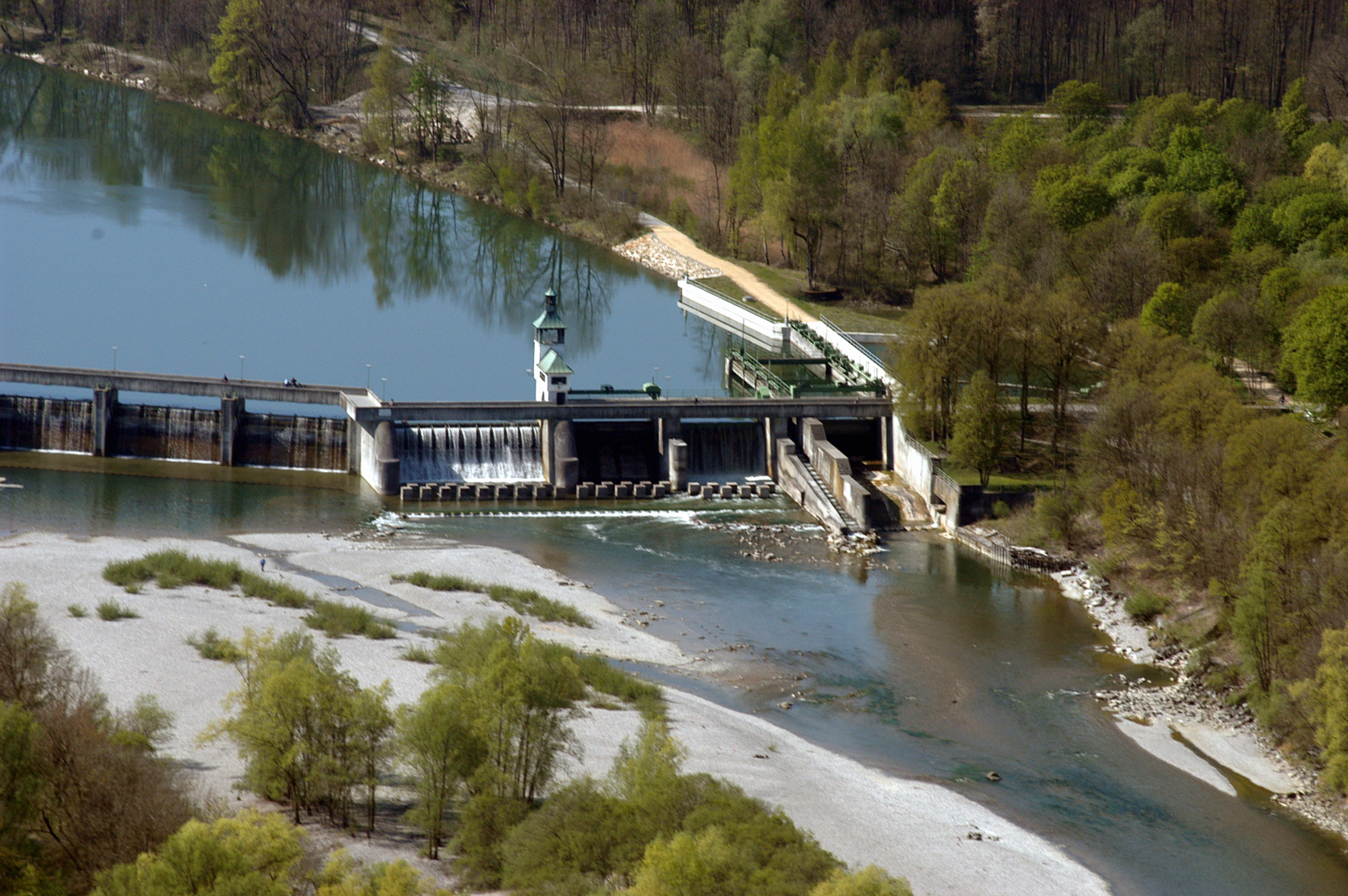
jez Hochablass
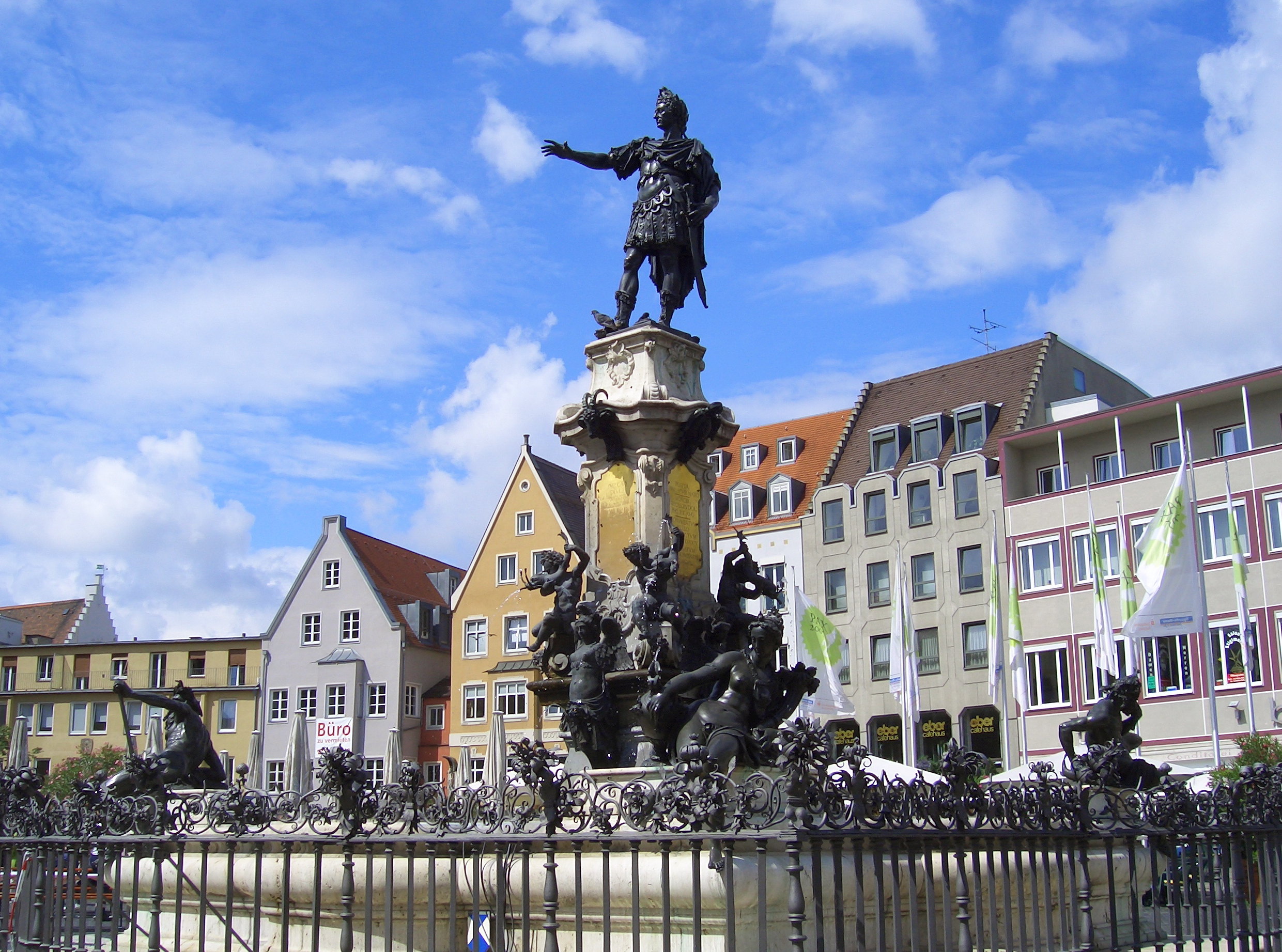
fontána Augustusbrunnen
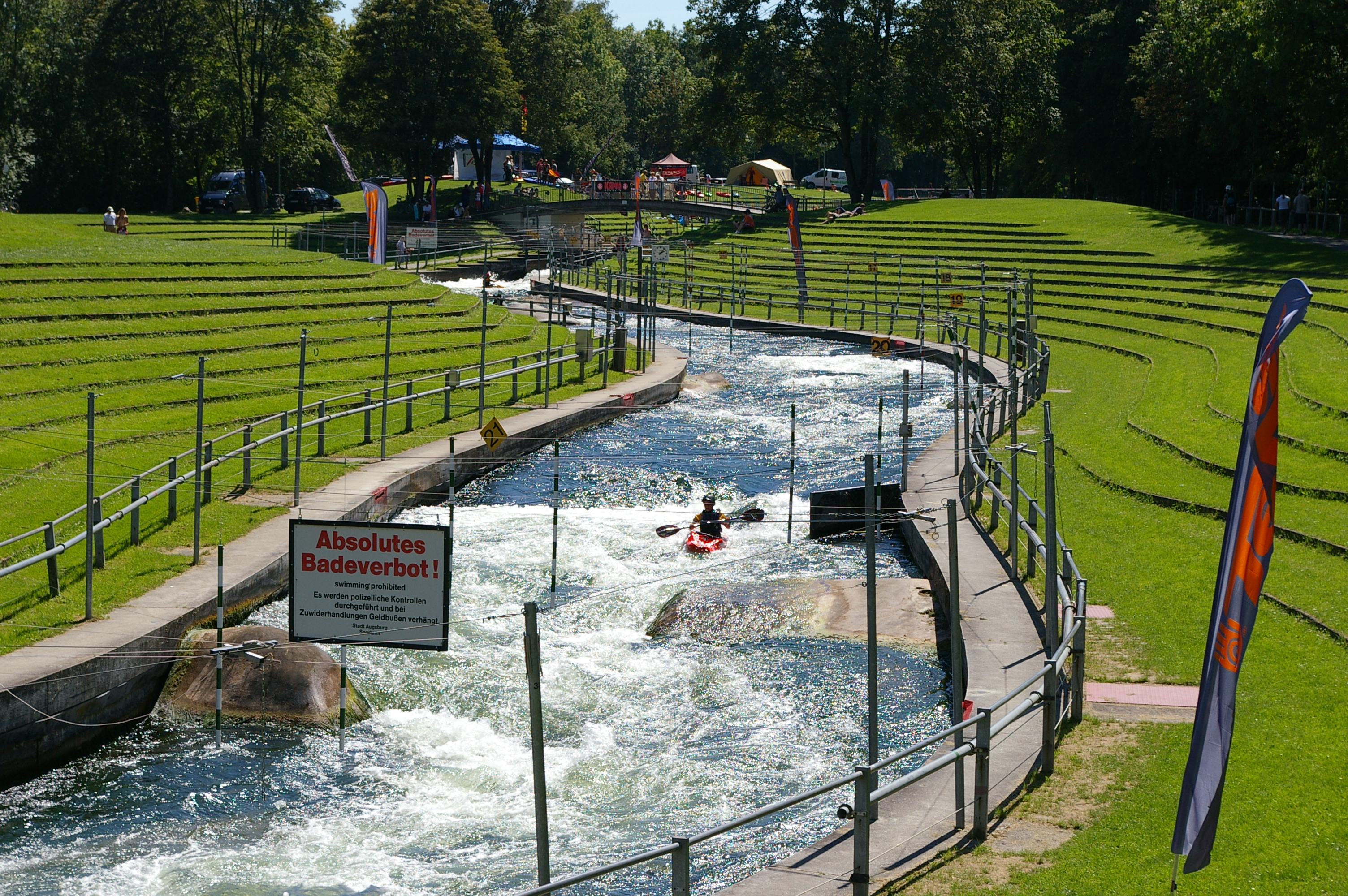
slalomová dráha
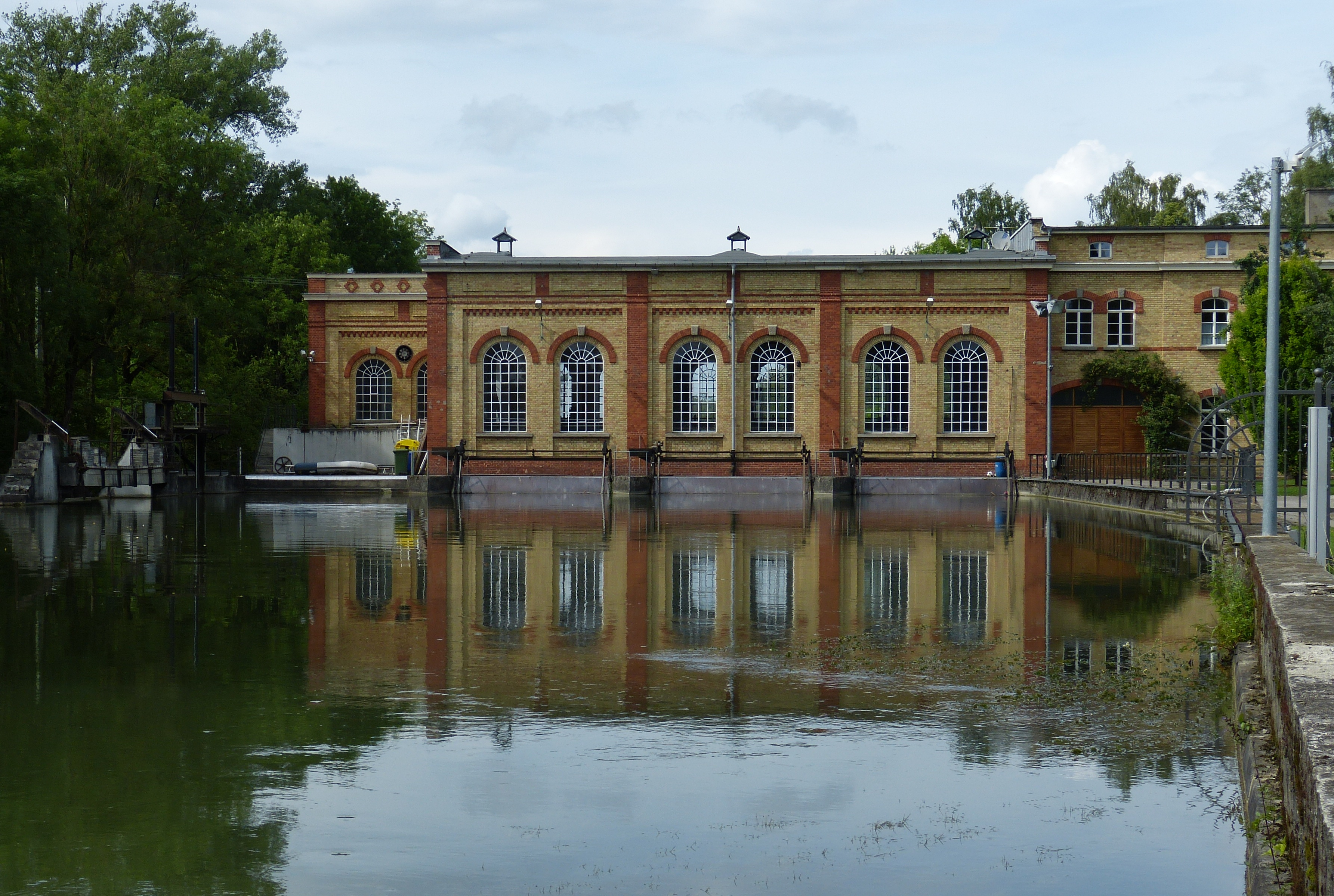
vodní elektrárna
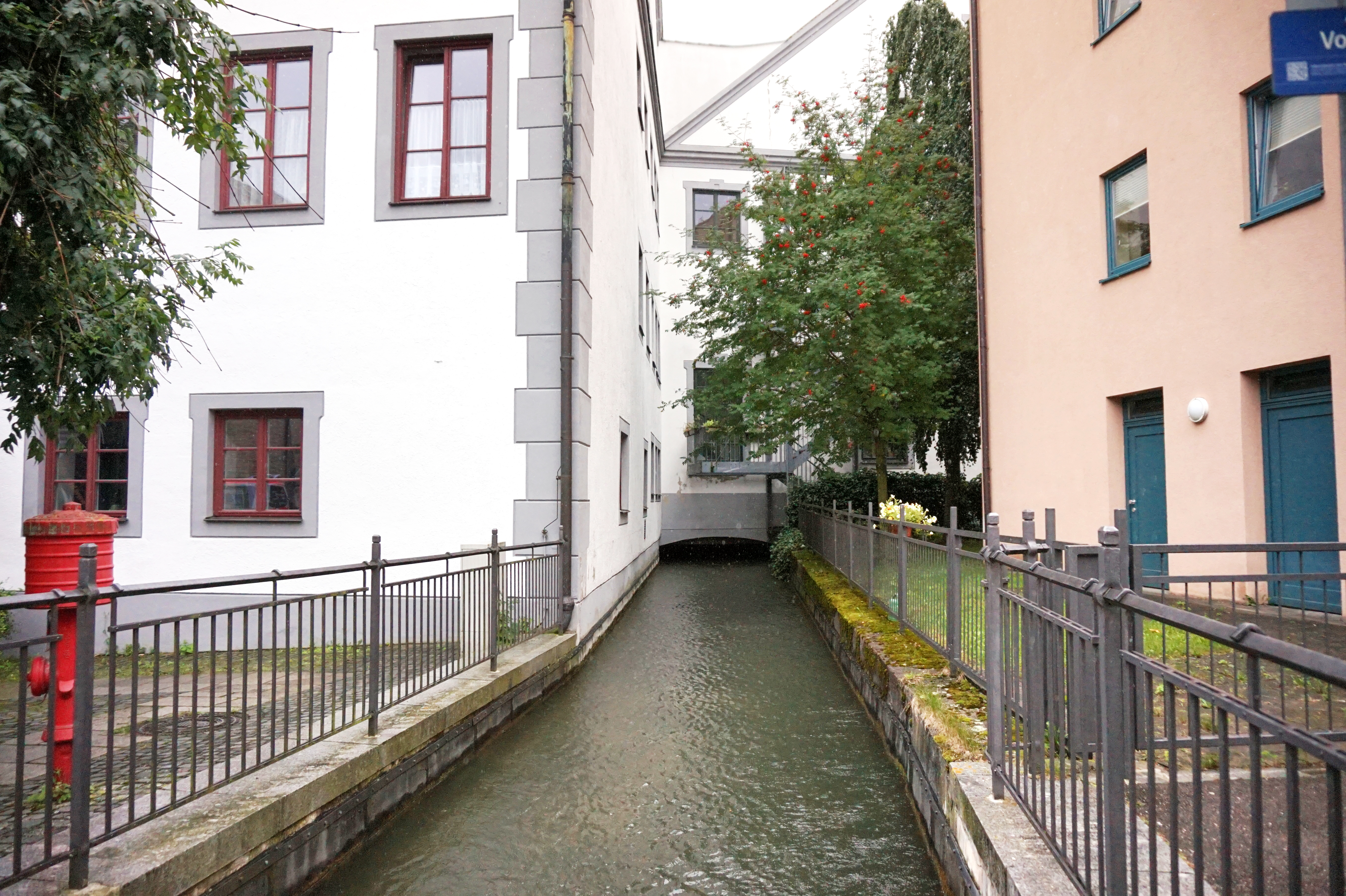
kanál Vorderer Lech
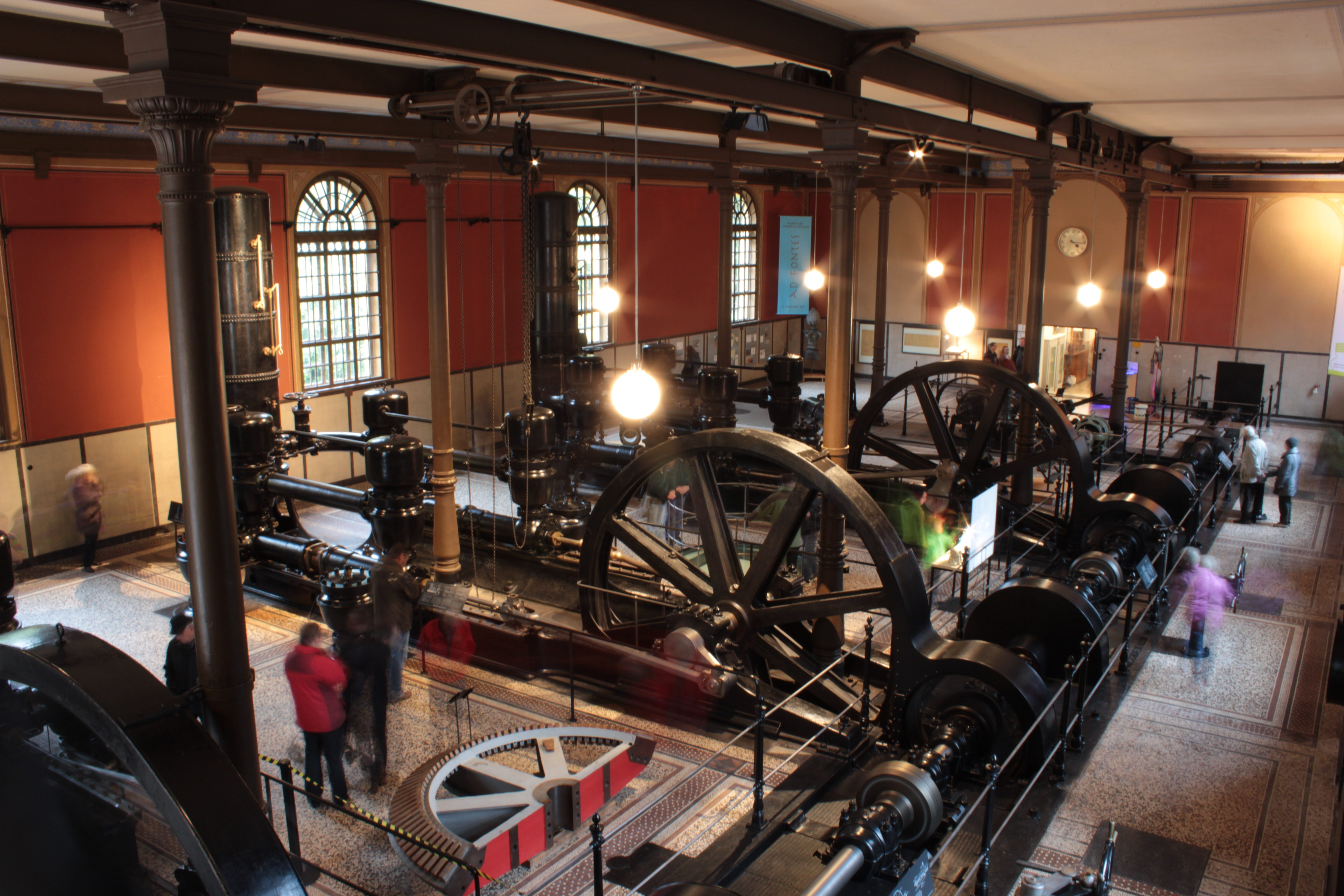
vodárna Wasserwerk am Hochablass

schéma kanálů
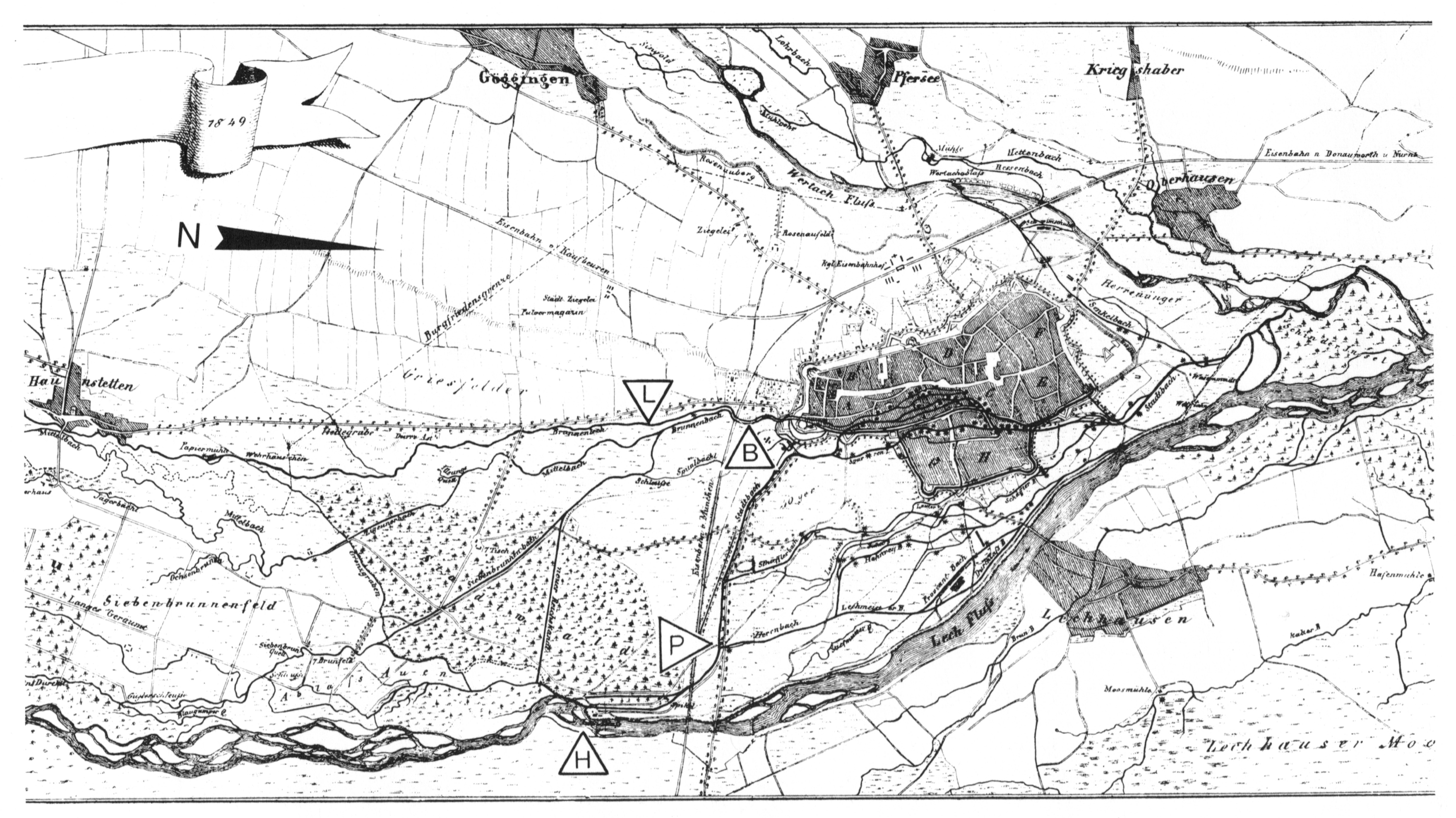
hydrografická mapa města a okolí z roku 1849
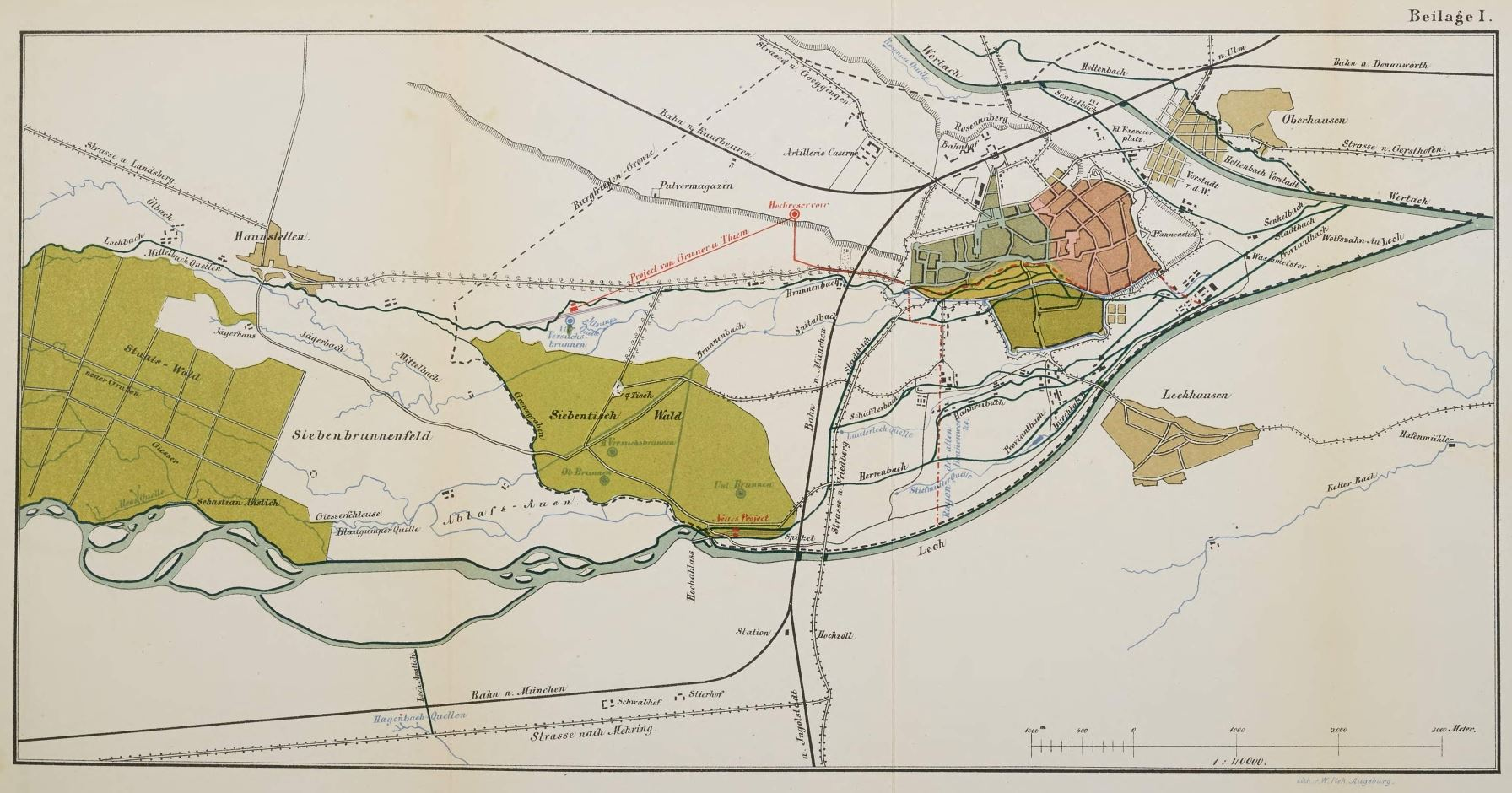
hydrologická mapa využívání podzemních vod z roku 1876
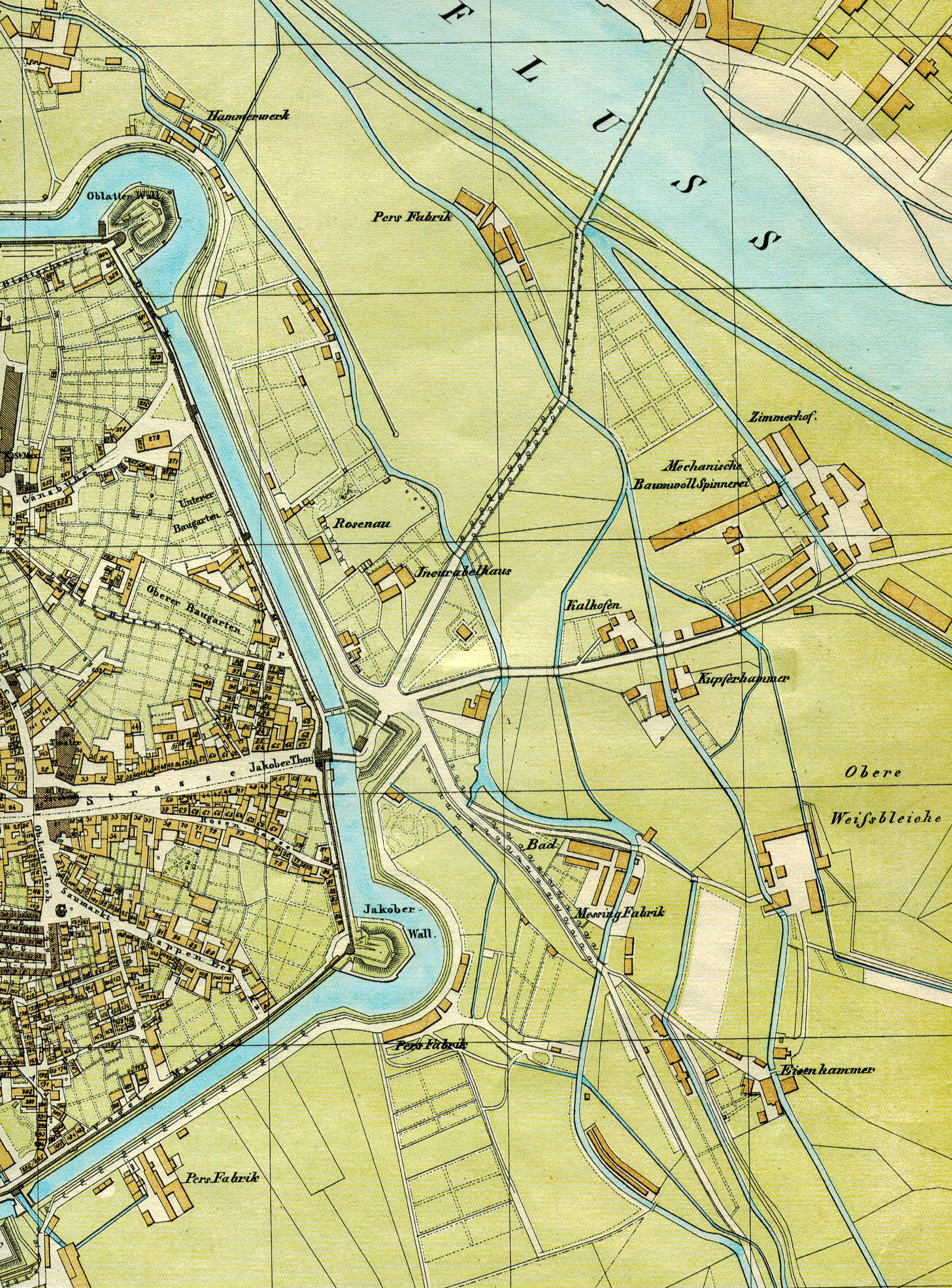
mapa nové zástavby mimo opevněné město (rok 1848)